# Jan Mazák
Jan Mazák (* 30. června 1957 Kroměříž) je český divadelní herec.
Po maturitě na kroměřížském gymnáziu v roce 1976 vystudoval v roce 1981 činoherní herectví na Janáčkově akademii múzických umění v Brně. Poté působil v divadlech jako Divadlo Petra Bezruče Ostrava, Klicperovo divadlo Hradec Králové. Od 1. května 2003 má stálé angažmá v Městském divadle Brno.

## Role vMdB
- Herodes – Jesus Christ Superstar
- Brasset – Charleyova teta
- Jagilov Olbramovič – Nahá múza
- Kolísko – Škola základ života
- Kardinál Zambelli – Becket aneb Čest Boží
- Thénardier – Les Misérables (Bídníci)
- Sir Osgood Fielding – Sugar! (Někdo to rád horké)
- Tom Keeney – Funny Girl
- Cäsar von Muck – Mefisto
- Múz – Cats
- André – Otec